# Гладстон (Канада)
Гладстон (англ. Gladstone) — місто в області Центральні рівнини, у південній частині провінції Манітоба в Канаді.

## Історія
Перша відома назва території, де нині розташоване місто, — Потрійний Хрест. У 1872 році поселення отримало назву Палестина. У 1882 році місто отримало назву на честь прем'єр-міністра Великої Британії Вільяма Гладстона.

### Клімат
| Клімат Гладстона            | Клімат Гладстона | Клімат Гладстона | Клімат Гладстона | Клімат Гладстона | Клімат Гладстона | Клімат Гладстона | Клімат Гладстона | Клімат Гладстона | Клімат Гладстона | Клімат Гладстона | Клімат Гладстона | Клімат Гладстона | Клімат Гладстона |
| Показник                    | Січ.             | Лют.             | Бер.             | Квіт.            | Трав.            | Черв.            | Лип.             | Серп.            | Вер.             | Жовт.            | Лист.            | Груд.            | Рік              |
| Абсолютний максимум, °C     | 8,0              | 10,0             | 16,7             | 36,0             | 39,0             | 38,0             | 37,0             | 40,5             | 38,5             | 28,5             | 21,7             | 8,9              | 40,5             |
| Середній максимум, °C       | −11,1            | −8               | −0,9             | 10,9             | 19,3             | 23,6             | 26,7             | 25,0             | 18,8             | 11,7             | −0,1             | −9               | 8,9              |
| Середня температура, °C     | −16,6            | −13,6            | −6,4             | 4,2              | 11,9             | 16,7             | 19,6             | 17,8             | 12,1             | 5,6              | −4,8             | −14,1            | 2,7              |
| Середній мінімум, °C        | −22              | −19,3            | −11,9            | −2,5             | 4,5              | 9,8              | 12,4             | 10,5             | 5,4              | −0,5             | −9,6             | −19,3            | −3,5             |
| Абсолютний мінімум, °C      | −42,2            | −42,2            | −35,6            | −31,1            | −10,5            | −1               | 2,0              | 0,0              | −7,2             | −23              | −37              | −41              | −42,2            |
| Норма опадів, мм            | 16.9             | 15.8             | 23.4             | 31.5             | 54.7             | 71.7             | 66.3             | 72.0             | 55.7             | 29.8             | 19.7             | 19.0             | 476.3            |
| --------------------------- | ---------------- | ---------------- | ---------------- | ---------------- | ---------------- | ---------------- | ---------------- | ---------------- | ---------------- | ---------------- | ---------------- | ---------------- | ---------------- |
| Джерело: Environment Canada |                  |                  |                  |                  |                  |                  |                  |                  |                  |                  |                  |                  |                  |

| Канада | Це незавершена стаття з географії Канади. Ви можете допомогти проєкту, виправивши або дописавши її. |